# 제5침공
《제5침공》(영어: The 5th Wave)은 릭 얀시의 2013년 SF 장편소설로, 제5침공 삼부작의 첫 번째 작품이다. 소설은 이후 2편 《무한의 바다》와 3편 《마지막 별》로 이어진다. 대한민국에는 알에이치코리아에서 권도희 번역으로 2015년 '피프스 웨이브'란 제목으로 발간되었다가, 2016년 영화판 개봉에 맞춰 '제5침공'으로 제목을 바꾸어 재간되었다.

## 작품 소개
릭 얀시 장편소설 『피프스 웨이브(The 5 Wave)』. 어느 날 하늘에 ‘외부인’의 거대한 우주 모함이 나타났고, 그로부터 10일 후, 전자기 충격파로 50만의 지구인이 사망했다. 사람들은 이것을 첫 번째 파동이라고 불렀다. 두 번째 파동은 해일이었고, 세 번째 파동은 전염병이었다. 네 번째 파동이 왔을 때, ‘소리 없는 자’들은 인간의 모습으로 인간을 제거했다. 이제 인류는 99% 이상 제거되었고, 생존자인 열여섯 살 소녀 캐시 설리번 앞에 정체를 알 수 없는 청년 에번 워커가 나타난다. 그의 정체는 무엇인가? 그리고 다섯 번째 파동은 과연 어떤 모습으로 나타날 것인가?